# Bell Hill
Bell Hill és una concentració de població designada pel cens dels Estats Units a l'estat de Washington. Segons el cens del 2000 tenia 731 habitants.

## Demografia
Segons el cens del 2000, Bell Hill tenia 731 habitants, 325 habitatges, i 259 famílies. La densitat de població era de 101,2 habitants per km².
Dels 325 habitatges en un 17,2% hi vivien nens de menys de 18 anys, en un 73,8% hi vivien parelles casades, en un 3,7% dones solteres, i en un 20,3% no eren unitats familiars. En el 16,6% dels habitatges hi vivien persones soles el 7,4% de les quals corresponia a persones de 65 anys o més que vivien soles. El nombre mitjà de persones vivint en cada habitatge era de 2,25 i el nombre mitjà de persones que vivien en cada família era de 2,46.
Per edats la població es repartia de la següent manera: un 13,8% tenia menys de 18 anys, un 3,1% entre 18 i 24, un 13,8% entre 25 i 44, un 36,3% de 45 a 60 i un 33% 65 anys o més.
L'edat mediana era de 57 anys. Per cada 100 dones de 18 o més anys hi havia 94,4 homes.
La renda mediana per habitatge era de 66.442 $ i la renda mediana per família de 85.595 $. Els homes tenien una renda mediana de 42.083 $ mentre que les dones 25.250 $. La renda per capita de la població era de 35.568 $. Aproximadament el 5,3% de les famílies i el 8,5% de la població estaven per davall del llindar de pobresa.

## Poblacions més properes
El següent diagrama mostra les poblacions més properes.